# Parlamentswahl in Chile 1997
Die Parlamentswahl in Chile 1997 fand am 11. Dezember statt. Bei ihr wurden die Mitglieder des Nationalkongress (120 Mandate in der Abgeordnetenkammer und 20 von 38 Mandate im Senat) gewählt.

## Ergebnis

### Abgeordnetenkammer
| Wahlbündnisse                   | Wahlbündnisse              | Listen                               | Stimmen   | %    | Mandate |
| ------------------------------- | -------------------------- | ------------------------------------ | --------- | ---- | ------- |
|                                 | Concertación               | Partido Demócrata Cristiano de Chile | 1.331.745 | 23,0 | 38      |
| Partido por la Democracia       | Concertación               | 727.293                              | 12,5      | 16   |         |
| Partido Socialista de Chile     | Concertación               | 640.397                              | 11,0      | 11   |         |
| Partido Radical Socialdemócrata | Concertación               | 181.538                              | 3,1       | 4    |         |
| Unabhängige                     | Concertación               | 46.719                               | 0,8       | –    |         |
| ↳ Gesamt                        | Concertación               | 2.927.692                            | 50,5      | 69   |         |
|                                 | Alianza por Chile          | Renovación Nacional                  | 971.903   | 16,8 | 23      |
| Unión Demócrata Independiente   | Alianza por Chile          | 837.736                              | 14,5      | 17   |         |
| Partido del Sur                 | Alianza por Chile          | 20.813                               | 0,4       | 1    |         |
| Unabhängige                     | Alianza por Chile          | 270.940                              | 4,7       | 6    |         |
| ↳ Gesamt                        | Alianza por Chile          | 2.101.392                            | 36,3      | 47   |         |
|                                 | La Izquierda               | Partido Comunista de Chile           | 398.588   | 6,9  | –       |
| Nueva Alianza Popular           | La Izquierda               | 8.971                                | 0,2       | –    |         |
| Unabhängige                     | La Izquierda               | 26.589                               | 0,5       | –    |         |
| ↳ Gesamt                        | La Izquierda               | 434.148                              | 7,5       | –    |         |
|                                 | Partido Humanista de Chile | Partido Humanista de Chile           | 168.597   | 2,9  | –       |
|                                 | Chile 2000                 | Unión de Centro Centro Progresista   | 68.822    | 1,2  | 2       |
| Unabhängige                     | Chile 2000                 | 55.100                               | 1,0       | –    |         |
| ↳ Gesamt                        | Chile 2000                 | 123.922                              | 2,1       | 2    |         |
|                                 | Unabhängige                | Unabhängige                          | 40.022    | 0,7  | 2       |
| Gesamt                          | Gesamt                     | Gesamt                               | 5.795.773 | 100  | 120     |
|                                 |                            |                                      |           |      |         |
| Ungültige Stimmen               | Ungültige Stimmen          | Ungültige Stimmen                    | 1.250.578 | 17,7 |         |
| Wähler                          | Wähler                     | Wähler                               | 7.046.351 | 87,2 |         |
| Wahlberechtigte                 | Wahlberechtigte            | Wahlberechtigte                      | 8.077.743 |      |         |
|                                 |                            |                                      |           |      |         |
| Quelle: SERVEL                  |                            |                                      |           |      |         |

### Senat
| Wahlbündnisse                   | Wahlbündnisse              | Listen                               | Stimmen   | %    | Mandate |
| ------------------------------- | -------------------------- | ------------------------------------ | --------- | ---- | ------- |
|                                 | Concertación               | Partido Demócrata Cristiano de Chile | 1.238.540 | 29,2 | 10      |
| Partido Socialista de Chile     | Concertación               | 617.947                              | 14,6      | 1    |         |
| Partido por la Democracia       | Concertación               | 182.076                              | 4,3       | –    |         |
| Partido Radical Socialdemócrata | Concertación               | 76.091                               | 1,8       | –    |         |
| ↳ Gesamt                        | Concertación               | 2.114.654                            | 49,9      | 11   |         |
|                                 | Alianza por Chile          | Unión Demócrata Independiente        | 728.680   | 17,2 | 2       |
| Renovación Nacional             | Alianza por Chile          | 629.394                              | 14,8      | 2    |         |
| Unabhängige                     | Alianza por Chile          | 195.118                              | 4,6       | 4    |         |
| ↳ Gesamt                        | Alianza por Chile          | 1.553.192                            | 36,6      | 8    |         |
|                                 | La Izquierda               | Partido Comunista de Chile           | 357.825   | 8,4  | –       |
| Unabhängige                     | La Izquierda               | 8.406                                | 0,2       | –    |         |
| ↳ Gesamt                        | La Izquierda               | 366.231                              | 8,6       | –    |         |
|                                 | Chile 2000                 | Unión de Centro Centro Progresista   | 18.023    | 0,4  | –       |
| Unabhängige                     | Chile 2000                 | 93.150                               | 2,2       | –    |         |
| ↳ Gesamt                        | Chile 2000                 | 111.173                              | 2,6       | –    |         |
|                                 | Partido Humanista de Chile | Partido Humanista de Chile           | 94.116    | 2,2  | –       |
| Gesamt                          | Gesamt                     | Gesamt                               | 4.239.366 | 100  | 20      |
|                                 |                            |                                      |           |      |         |
| Ungültige Stimmen               | Ungültige Stimmen          | Ungültige Stimmen                    | 863.540   | 16,9 |         |
| Wähler                          | Wähler                     | Wähler                               | 5.102.906 | 88,1 |         |
| Wahlberechtigte                 | Wahlberechtigte            | Wahlberechtigte                      | 5.794.935 |      |         |
|                                 |                            |                                      |           |      |         |
| Quelle: SERVEL                  |                            |                                      |           |      |         |